# Dysphania militaris
Dysphania militaris is een vlinder uit de familie van de spanners (Geometridae). De wetenschappelijke naam van de soort is gepubliceerd in 1758 door Linnaeus in de tiende editie van Systema naturae.

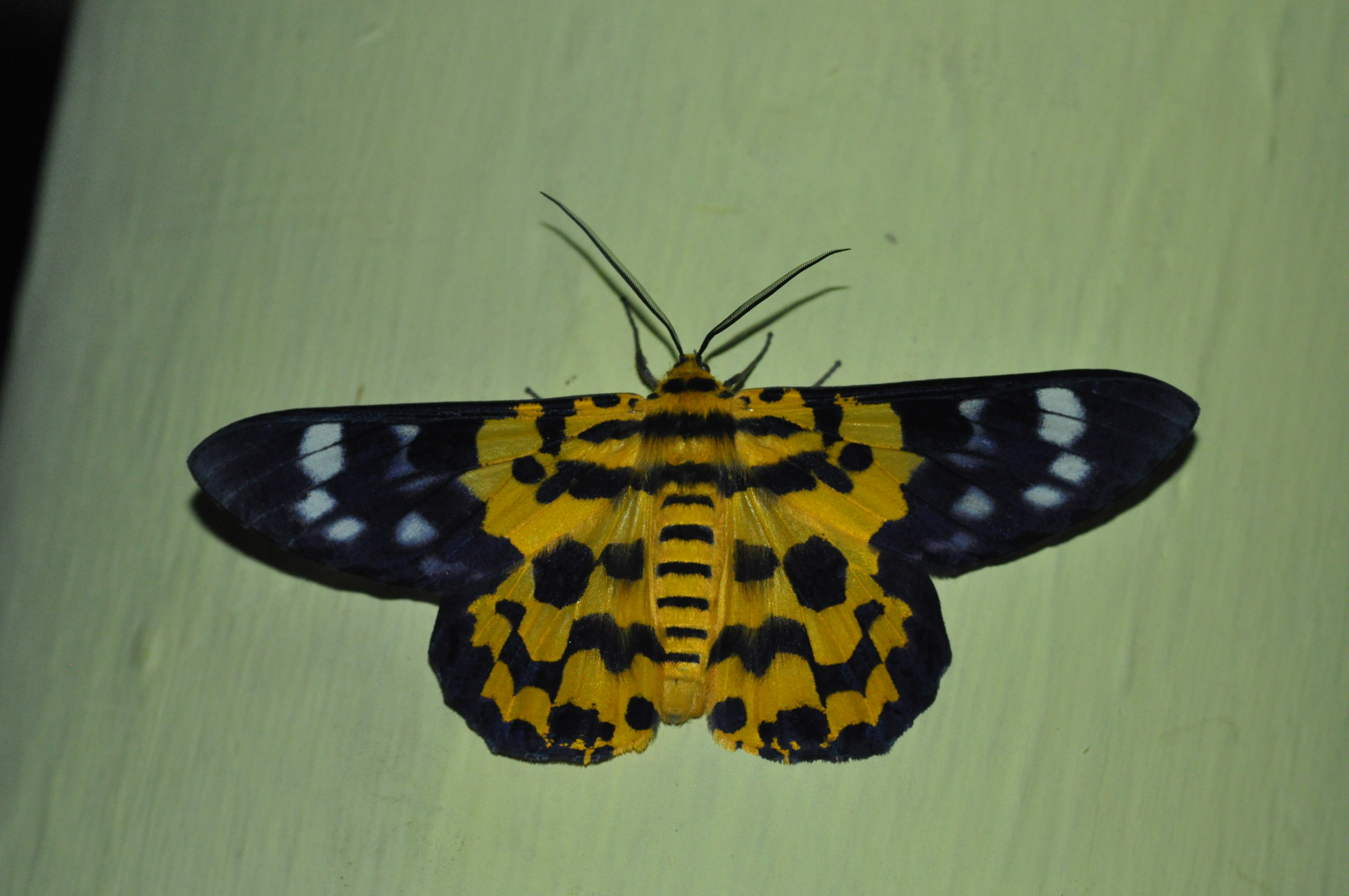